# Wtora liga
Die Wtora liga (Zweite Liga) (bulgarisch Втора професионална футболна лига; Втора лига Wtora profesionalna futbolna grupa) ist nach der Parwa Liga (Erste Liga) die zweithöchste bulgarische Fußballliga.

## Spielmodus
Die Liga besteht aus 18 Mannschaften, die jeweils zweimal in einer Saison gegeneinander spielen. Bei Punktgleichheit entscheidet der direkte Vergleich. Der Erst- und Zweitplatzierte steigen direkt in die A Grupa auf, der Dritte kann über die Play-offs ebenfalls aufsteigen. Reservemannschaften sind nicht aufstiegsberechtigt. Die letzten vier Teams steigen in die dritte Liga ab.

## Geschichte
1950 wurde die B Grupa gegründet. Damals spielten nur 14 Mannschaften in dieser Liga. Nach der Saison 2004/2005 wurde die Liga in eine Ost- und Westgruppe mit je 16 Mannschaften unterteilt, die nach der Saison 2009/2010 auf je 12 reduziert wurden. Da während der Saison 2010/2011 mehrere Teams wegen finanzieller Probleme ihre Teilnahme an der Meisterschaft inmitten der Saison aufgaben, konnte die B Grupa Ost mit nur 8 Teams die Saison beenden. Nach der Saison entschied der bulgarische Fußballbund, die zwei Gruppen auf je 10 Teams zu reduzieren. Um die Anzahl von 10 Teams in der B Grupa Ost zu erreichen, entschied man ein Relegationsspiel zwischen den zweitbesten Teams der W Grupa Nordost (Septemwri Terwel) und W Grupa Südost (FK Neftochimik) durchzuführen und Etar Weliko Tarnowo aus der B Grupa Ost in die B Grupa West mitzunehmen. Das Relegationsspiel wurde vom FK Neftochimik am 26. Juni 2011 mit 0:1 gewonnen, der somit wieder im Profifußball spielen wird.
Immer wieder aufkommende finanzielle Schwierigkeiten von Klubs in den Jahren 2006 bis 2011 führten dazu, dass immer wieder Teams die Teilnahme am Profifußball inmitten der Saison beendeten. Daraufhin entschied der bulgarische Fußballverband in der Winterpause 2011/12, die zwei Gruppen Ost und West erneut zu vereinen. Damit wurde ab der Saison 2012/13 nur eine B Grupa mit 16 Teams ausgetragen.

## B-Grupa-Meister seit 1980
| - 1980 Nord: Akademik Sofia, Süd: Belasiza Petritsch - 1981 Nord: FK Etar Weliko Tarnowo, Süd: FK Chaskowo - 1982 Nord: Spartak Warna, Süd: Pirin Blagoewgrad - 1983 Nord: FK Shumen, Süd: Beroe Stara Sagora - 1984 Nord: Spartak Plewen, Süd: Pirin Blagoewgrad - 1985 Akademik Swischtow - 1986 FC Tschernomorez Burgas - 1987 Minjor Pernik - 1988 Tscherno More Warna - 1989 Chebar Pasardschik - 1990 Jantra Gabrowo - 1991 Chebar Pasardschik - 1992 FK Chaskowo - 1993 Tscherno More Warna - 1994 Nord: Litex Lowetsch, Süd: Neftochimic Burgas - 1995 Nord: Spartak Warna, Süd: PFC Welbaschd Kjustendil - 1996 FK Mariza Plowdiw - 1997 Litex Lowetsch - 1998 Septemwri Sofia - 1999 FC Tschernomorez Burgas (Sofia) - 2000 Tscherno More Warna - 2001 Spartak Plewen - 2002 Rilski Sportist Samokow - 2003 Rodopa Smoljan | - 2004 Beroe Stara Sagora - 2005 Wichren Sandanski - 2006 Ost: Spartak Warna, West: Rilski Sportist Samokow - 2007 Ost: FC Tschernomorez Burgas, West: Pirin Blagoewgrad - 2008 Ost: OFK Sliwen 2000, West: Lokomotive Mesdra - 2009 Ost: Beroe Stara Sagora, West: PFK Montana - 2010 Ost: Kaliakra Kawarna, West: Widima-Rakowski Sewliewo - 2011 Ost: Ludogorez Rasgrad, West: Botew Wraza - 2012 Ost: FC Etar Weliko Tarnowo, West: Pirin Goze Deltschew - 2013 Neftochimic Burgas - 2014 Marek Dupniza - 2015 PFK Montana - 2016 FC Dunaw Russe - 2017 SFK Etar Weliko Tarnowo - 2018 FC Botew Wraza - 2019 Zarsko Selo Sofia - 2020 ZSKA 1948 Sofia - 2021 Pirin Blagoewgrad - 2022 Septemwri Sofia - 2023 ZSKA 1948 Sofia II - 2024 Spartak Warna |

## Mannschaften 2024/25
| Verein                  | Stadt             |
| ----------------------- | ----------------- |
| Belasiza Petritsch      | Petritsch         |
| Botew Plowdiw II        | Plowdiw           |
| Dobrudscha Dobritsch    | Dobritsch         |
| Dunaw Russe             | Russe             |
| SFK Etar Weliko Tarnowo | Weliko Tarnowo    |
| Fratria Warna           | Warna             |
| Jantra Gabrowo          | Gabrowo           |
| FK Lowetsch             | Lowetsch          |
| Lok Gorna Orjachowiza   | Gorna Orjachowiza |
| Ludogorez Rasgrad II    | Rasgrad           |
| Marek Dupniza           | Dupniza           |
| Minjor Pernik           | Pernik            |
| PFK Montana             | Montana           |
| PFK Nessebar            | Nessebar          |
| Pirin Blagoewgrad       | Blagoewgrad       |
| FK Spartak Plewen       | Plewen            |
| FC Sportist Swoge       | Swoge             |
| Strumska Slawa Radomir  | Radomir           |
| ZSKA Sofia II           | Sofia             |
| ZSKA 1948 Sofia II      | Sofia             |